# Atentado en el Malecón Checa de 1985
El atentado en el Malecón Checa de 1985 es como se conoce a la ejecución en Perú, de guardias republicanos realizado por el Movimiento Revolucionario Túpac Amaru (MRTA).

## Acontecimientos
En la noche del 10 de enero de 1985, dos guardias republicanos de nombre Manuel Castro Vidal, de 20 años, y Antonio Alca Pardo, de 22, se encontraban resguardando una torre de alta tensión en el Malecón Checa entre los distritos de El Agustino y San Juan de Lurigancho. Aquel momento, diez sujetos pertenecientes al MRTA armados con metralletas rodearon a los guardias y tras amenazarlos les sustrajeron sus armas. Luego, los obligaron a arrodillarse y les dispararon con las metralletas que portaban. Una vez muertos, sus cadáveres fueron cubiertos con emblemas del MRTA y huyeron llevándose las armas previamente robadas.